# 麻漳
麻漳（1471年—16世紀），字汝清，號恒巖，山西行都司官籍大同縣人，明朝政治人物。

## 生平
山西鄉試第七名舉人。正德十二年（1517年）中式丁丑科會試第二百十九名，登第三甲第一百四十九名進士。刑部观政，授官礼部主事，謫州同知，致仕。

## 家族
曾祖麻玉；祖父麻貫；父麻瑄，曾任義官。嫡母施氏；生母楊氏。慈侍下。兄浩；溥，指挥使；深，義官；江；洪。弟澄；潭，義官；潓；漢；灒；澤；湧，中书舍人；濟；淳。